# Use Your Illusion II
Use Your Illusion II е четвъртият албум на американската рок група Гънс Ен' Роузис. Той е втори от двойния албум. Става по-популярен от първата част като още в първата седмица са продадени 770 000 копия и влиза под №1 в американските класации.